# Michel Ritter
 (avril 2022).
 (avril 2022).
Si vous disposez d'ouvrages ou d'articles de référence ou si vous connaissez des sites web de qualité traitant du thème abordé ici, merci de compléter l'article en donnant les références utiles à sa vérifiabilité et en les liant à la section « Notes et références ».
Pour les articles homonymes, voir Ritter.
Michel Ritter, né le 30 juin 1949 à Zweisimmen en Suisse et mort le 2 mai 2007 à Paris 10e, est un curateur et artiste suisse.
Il est le fondateur et directeur de Fri-Art, le centre d'art contemporain de Fribourg, directeur du Centre culturel suisse de Paris et vice-président du Forum des instituts culturels étrangers à Paris.

## Avant 1981
À la fin des années 1960, Michel Ritter quitte la Suisse pour voyager avec Jacques Sidler, un photographe suisse. Pendant 4 ans, il découvre la vie en Inde, au Népal, au Mexique, en Australie, en Amérique du Sud et c'est lors de ses voyages qu'il se met au dessin. De retour à Fribourg, il rencontre le peintre Bruno Baeriswyl et commence à développer des travaux avec des photos de presse. Michel Ritter travaille comme artiste autodidacte. À l'époque, il avait déjà une famille et des enfants et décide de partir vivre à New York. Il passe 4 ans à New York avec sa famille et c'est à New York qu'il s'initie aux modes d'expression comme la performance, le work in progress et l'installation. Michel Ritter réalise sa première exposition personnelle à New York avec Franklin Furnace. De retour en Suisse, il ouvre en 1974 la galerie RB à Fribourg avec l'artiste Bruno Baeriswyl.

### Fondateur et dirigeant de Fri-Art
Fri-Art est initié et fondé en 1979 par Michel Ritter et un groupe de passionnés de la création contemporaine. En 1981, Michel Ritter organise l'événement pluridisciplinaire « Fri-Art 81 » dans l'ancien Séminaire Diocésain de Fribourg à l'occasion des festivités du demi-millénaire de l'entrée du canton de Fribourg dans la Confédération Suisse. Des expositions et diverses performances rassemblent une soixantaine d'artistes suisses et internationaux. Cet événement est suivi par Fri-Art made in Switzerland, une exposition organisée sur cinq sites différents à New York et réunissant plus de 40 artistes suisses.
En 1982, Michel Ritter et l’association Fri-Art déposent un projet pour un centre d'art contemporain permanent. De 1983 à 1998, Michel Ritter collabore également à l'organisation de Belluard Bollwerk International, le festival pluridisciplinaire de Fribourg. Finalement, le 10 novembre 1990, après plusieurs années de lutte, et avec le soutien de nombreux artistes – dont Jean Tinguely – le centre d’art contemporain de Fribourg, Fri Art, s'ouvre dans une ancienne usine de carton devenue un asile de nuit et mise à disposition par la Ville de Fribourg. Durant douze ans (1990-2002), Michel Ritter organise à Fri Art de nombreuses expositions, performances et événements artistiques mettant à l’honneur la scène suisse et internationale. Durant sa période en tant que curateur, Michel Ritter a exposé beaucoup d'artistes qui sont aujourd'hui considérés comme historiques[réf. nécessaire]. À travers le Fri-Art, la Suisse découvre les premières expositions personnelles de David Hammons, Dominique Gonzales-Foerster, Renée Green, Shirin Neshat, Thomas Hirschhorn, Christian Marclay, Jimmie Durham, Bernd & Hilla Becher, Julia Scher, Mark Dion, Valentin Carron, Steven Parrino, Wang Du, entre autres. L’architecture est également mise en lumière avec des expositions dévolues à Herzog et de Meuron, Shigeru Ban, The Rural Studio ou du moderniste fribourgeois Jean Pythoud. Dénicheur de talents, Michel Ritter fit de Fri Art un « laboratoire » permettant aux artistes d'expérimenter, de questionner et de concrétiser leurs projets artistiques[réf. nécessaire].
Du 3 octobre 2021 au 22 janvier 2022, Fri-Art met en lumière l’œuvre de Michel Ritter, pour lui rendre hommage. Avec son exposition Air Power = Peace Power qui a eu lieu à Fri-Art, la Kunsthalle a mis l’accent sur plusieurs séries de collages sur papier réalisées par l’artiste à la fin des années 1970. Elle présente aussi d'autres œuvres telles que des sculptures, installations et films qui permettent de donner un aperçu de l’ingéniosité de l’artiste mise au service d’un « regard critique sur l’Occident ».

### Centre culturel de Paris
Michel Ritter prend, le 2 septembre 2002, la tête du Centre culturel suisse de Paris. La programmation de Michel Ritter s'oriente vers l'art contemporain et adresse des questions comme : « qu'est-ce que la représentation d'une culture nationale ? ». Michel Ritter pense qu'une nation doit participer à la réflexion universelle. Par « universel », Michel Ritter entend que cela touche au-delà des frontières nationales.
Durant son temps au Centre culturel suisse de Paris, Michel Ritter est confronté à des désaccords et interrogations du personnel par rapport à sa programmation. Une lettre de soutien à Michel Ritter est rédigée par Véronique Bachetta (directrice du Centre d'édition contemporaine de Genève), Stéphanie Moisdon (commissaire d'exposition et critique d'art à Paris) et d'Hans Ulrich Obrist (commissaire d'exposition à Paris) et adressée à Pius Knüsel, directeur de la fondation suisse pour la culture Pro Helvetia.
Le 13 mai 2003, le comité directeur de Pro Helvetia confirme Michel Ritter au poste de directeur du Centre culturel suisse de Paris sous réserve que le Centre ne soit pas « uniquement un centre d’art contemporain. Il doit rester ouvert aux autres genres artistiques, comme la danse ou le théâtre par exemple » (selon le communiqué officiel de Pro Helvetia).
Finalement, le 25 novembre 2003, une partie du personnel démissionne à la suite d'un arrangement avec Pro Helvetia et Michel Ritter est une nouvelle fois confirmé à son poste, qu'il conserve jusqu'à son décès, succombant d'un cancer le 2 mai 2007.
En dehors du Centre Culturel Michel Ritter a aussi été commissaire des expositions suivantes :
- Une question de génération - Musée d'art contemporain de Lyon (16 février - 29 avril 2007). Œuvres de Francis Baudevin, Andreas Dobler, Christoph Draeger, Massimo Furlan, Bob Gramsma, Fabrice Gygi, Lori Hersberger, Claudia Müller et Julia Müller, Pipilotti Rist, Ugo Rondinone, Gerda Steiner & Jörg Lenzlinger, Sidney Stucki.
- Son exposition "Comment rester Zen" - (27 avril - 28 septembre 2003) a aussi été présenté, après le Cente Culturel Suisse, au Musée de la ville de Dortmund. Œuvres de Michaël Biberstein, Balthasar Burkhard, Pierre-André Ferrand, Sylvie Fleury, Ceal Floyer, Vidya Gastaldon, Sarah Glaisen, Jürg Hassler & Hannes Bossert Nick Hess, David Lamelas, Zilla Leutenegger, Elodie Pong, Didier Rittener.

Michel Ritter a été survécu par son épouse Dorota Dolega-Ritter, et ses trois enfants, Erica Ritter, Tania Ritter et Dara Ritter.

## Récompenses
- 1995 : Prix de mérite pour médiatrices et médiateurs d’art ;
- 2004 : Prix Art Frankfurt pour la programmation du Fri Art[5] ;
- 2005 : Prix Meret Oppenheim décerné par l’Office fédéral de la culture à des personnalités de premier plan dans l’art contemporain suisse[5].